# 地蔵院落
地蔵院落（じぞういんおとし）は、埼玉県幸手市を流れる河川である。

## 概要
かつて終点付近に存在していた神扇沼へ流下・流入していた河川である。地蔵院落という名称は起点付近に所在する地蔵院に由来する。全流路を通じ、ほぼ直線的な流路を持つ。流域全域を通じ、市街地を流下する区間はなく、流域周辺は主に水田などの農地となっている。流末は神扇落へと至り終点となる。流路の詳細に関しては下記の流路節を参照されたい。

## 流路
- 下吉羽のほぼ中央部より西南西へ流下する。
- 大字神扇（北側）と大字平野（南側）の境界を南西へ流下する。
- 大字神扇の北部を南西へ流下する。
- 大字神扇の西部にて西北西より流下してくる浅堀と合流し、流末が神扇落となり、地蔵院落は終点となる。
- 終点：神扇落

## 橋梁

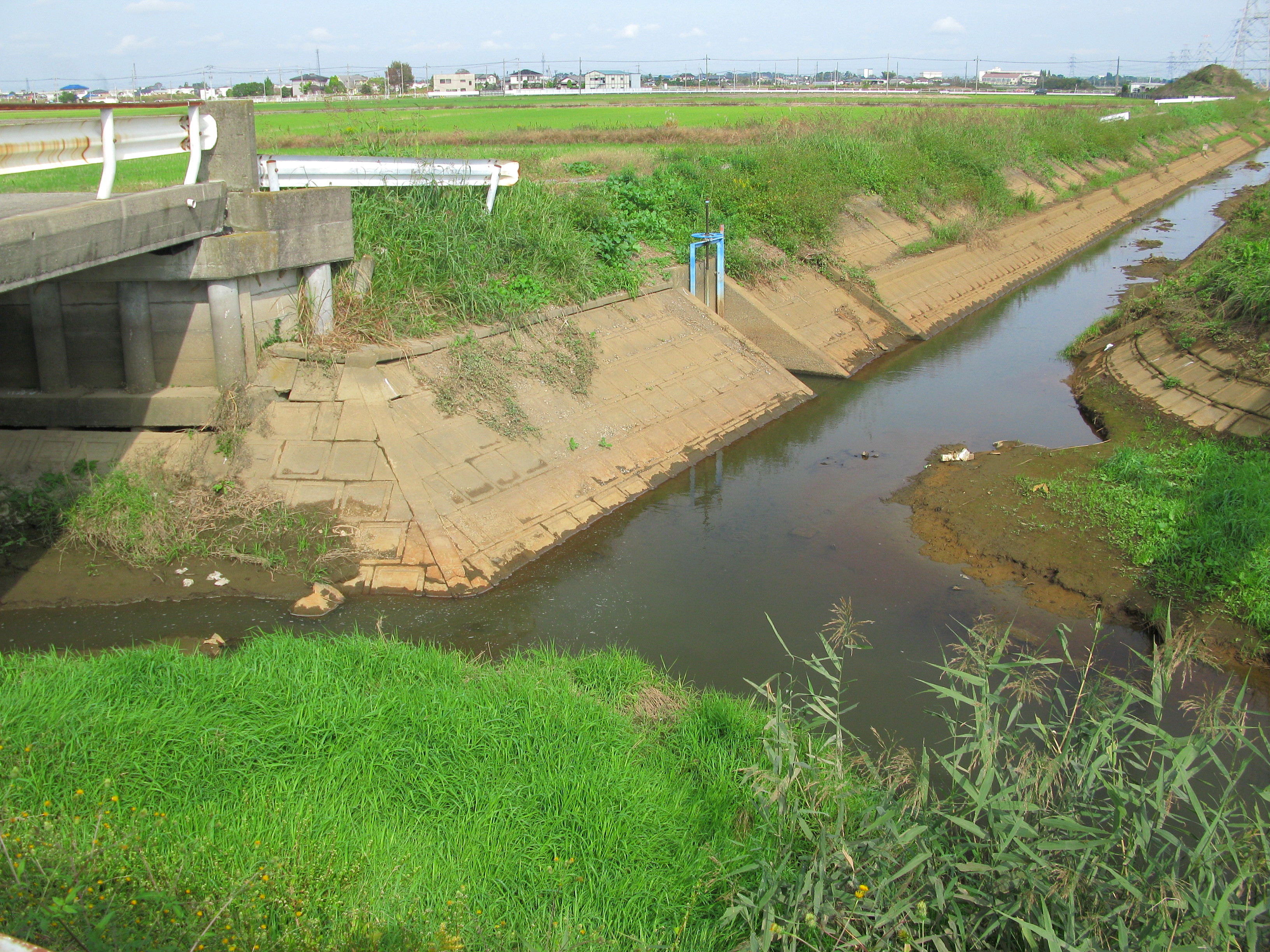
地蔵院落の終点

- （埼玉県道26号境杉戸線）
- （埼葛広域農道）
- 神扇橋（埼玉県道383号惣新田幸手線）
- 大橋
- 五天橋

## 周辺の施設
- 幸手市第二浄水場
- 幸手消防署東分署
- 神扇グラウンド